# Julie Van de Velde
Julie Van de Velde (* 2. Juni 1993 in Brügge) ist eine belgische Radrennfahrerin, die im Straßenradsport aktiv ist.

## Sportlicher Werdegang
Julie Van de Velde betrieb zunächst Leichtathletik und Querfeldeinlauf, wo sie 2016 Dritte bei den belgischen Meisterschaften war. Erst im Alter von 23 Jahren entschied sie sich für den Wechsel zum Radsport und bekam Mitte 2017 einen Vertrag bei Lotto Soudal Ladies.
Noch im Juni 2017 wurde sie Dritte bei den belgischen Meisterschaften im Einzelzeitfahren. Auch in den folgenden Jahren landete sie bei den nationalen Meisterschaften im Einzelzeitfahren und im Straßenrennen mehrfach auf dem Podium. 2019 erzielte sie bei Flanders Ladies Classic-Sofie De Vuyst, einem Rennen der Kategorie 1.2, ihren bislang einzigen Sieg im internationalen Radsport. Mehrfach wurde sie in die Nationalmannschaft bei Welt- und Europameisterschaften berufen, wo sie auch Teil der belgischen Mixed-Staffel war. Sie startete darüber hinaus im Straßenrennen und im Einzelzeitfahren bei den Olympischen Spielen 2020 in Tokio.
Auf der 3. Etappe der Tour de France Femmes 2023 wurde sie nach einer 60 km langen Solo-Attacke erst in den letzten 200 Metern vom Peloton überholt. Sie verpasste somit knapp einen Etappensieg, konnte zwischenzeitlich die Führung in der Bergwertung übernehmen. Für 2024 wechselte sie zu AG Insurance-Soudal.

## Erfolge
2019
- Flanders Ladies Classic-Sofie De Vuyst